# Maguy Kabamba
Maguy (Margaret) Rashidi Kabamba (née le 3 août 1960) est une écrivaine et traductrice de la République démocratique du Congo. Elle possède un Bachelor of Asrt spécialisé en traduction de l'Université York, Toronto, Canada et une maîtrise avec français majeur, espagnol mineur de l'Université Saint-Louis, St. Louis, MO.

## Biographie
Son roman La Dette coloniale est sorti en 1995. Le livre jette un regard critique sur la croyance de nombreux Africains selon laquelle une vie meilleure peut être trouvée en Europe. Son titre fait référence à une philosophie selon laquelle l’acquisition de biens et d’argent par tout moyen (c’est-à-dire la criminalité) est un remboursement ou un droit légitime. Cette expression a été fréquemment utilisée par les dirigeants congolais. Son deuxième livre s'intitule La Réponse, un autre roman où elle dresse un portrait de la société congolaise actuelle.
Au cours de l'année scolaire 2007-2008, elle a travaillé comme enseignante de français I-III à l'école secondaire Dulles.